# Hesperumia unicoloraria
Hesperumia unicoloraria är en fjärilsart som beskrevs av George Duryea Hulst 1886. Hesperumia unicoloraria ingår i släktet Hesperumia och familjen mätare. Inga underarter finns listade i Catalogue of Life.